# Quốc lộ 8 (Lào)
Quốc lộ 8 là một tuyến giao thông đường bộ quốc gia của Lào. Tuyến đường này dài 132 km, nằm trọn trong tỉnh Borikhamxay .
Điểm đầu tuyến đường là ngã ba Vieng Kham  giao cắt với quốc lộ 13 Nam cách Pakxane 17 km về phía Nam, cách sông Mê Kông 13 km. Điểm cuối là đỉnh đèo Keo Nưa 18°23′20″B 105°09′34″Đ / 18,389004°B 105,159459°Đ với cửa khẩu quốc tế Namphao trên biên giới Lào-Việt.
Quốc lộ 8 gồm 2 làn đường ngược chiều nhau. Mặt đường đá dăm láng nhựa. Từ đường 13 đến Lak Sao, đường đi qua địa hình đồi núi, nên có nhiều đoạn dốc và cua tay áo. Từ Lak Sao đến cửa khẩu Namphao tương đối phẳng và thẳng. Đường bị nhiều sông suối chia cắt. Hiện tại, phần lớn các cầu trên đường 8 là cầu cũ có từ thời Pháp thuộc.
Quốc lộ 8 là tuyến giao thông quan trọng đối với Borikhamxay. Hiện tại (2010), 60% thu ngân sách của tỉnh là từ các hoạt động liên quan đến quốc lộ 8, nhất là hoạt động thương mại trung chuyển giữa Thái Lan và Việt Nam.
Quốc lộ 8 của Lào được xây từ thời Pháp thuộc và nối với quốc lộ 8 của Việt Nam qua cặp cửa khẩu Namphao-Cầu Treo (Hương Sơn, Hà Tĩnh). Đây là tuyến đường ngắn nhất nối Đông Bắc Thái Lan và Lào với Biển Đông.

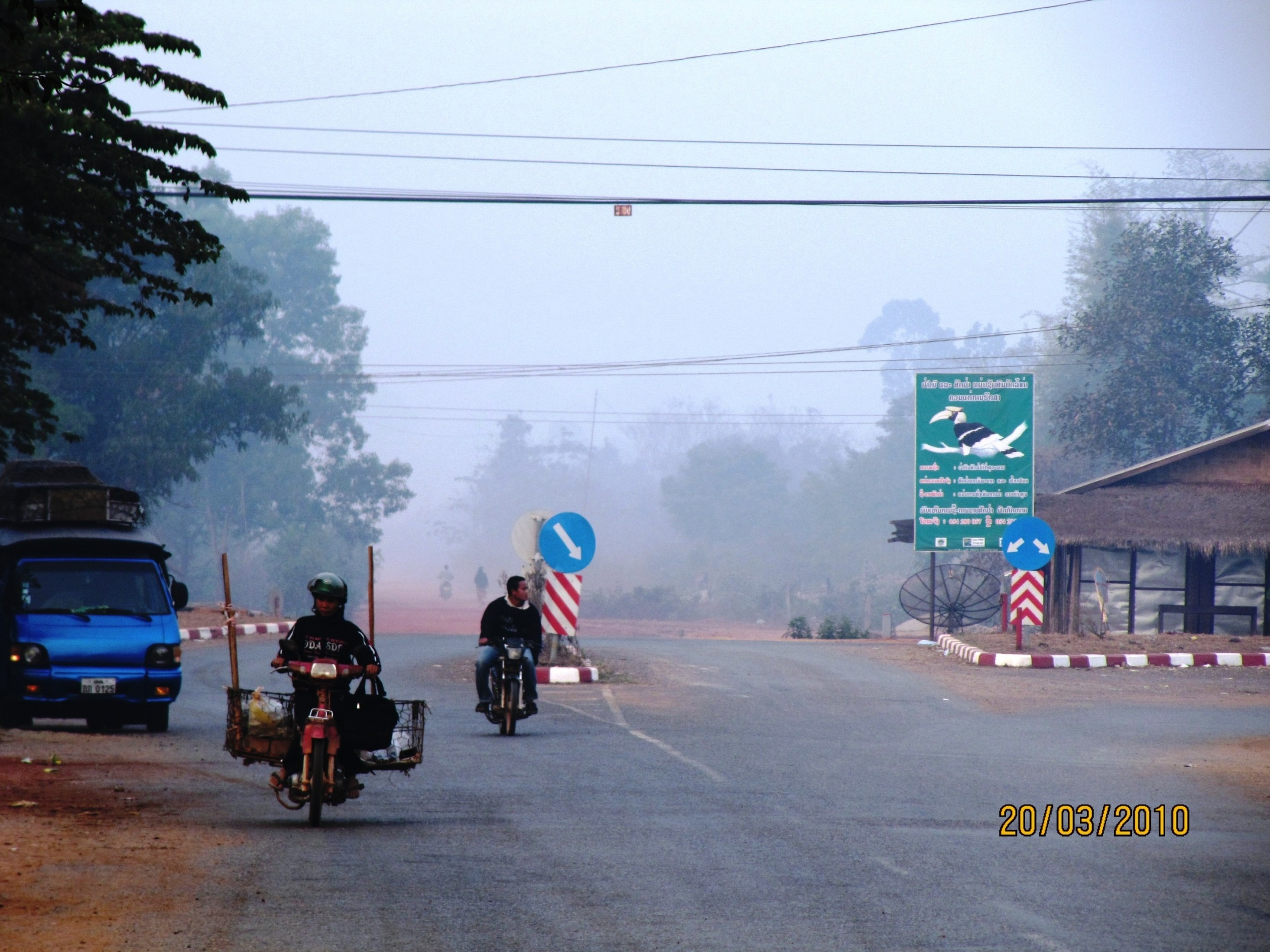
Ngã ba Vieng Kham, bắt đầu Quốc lộ 8.
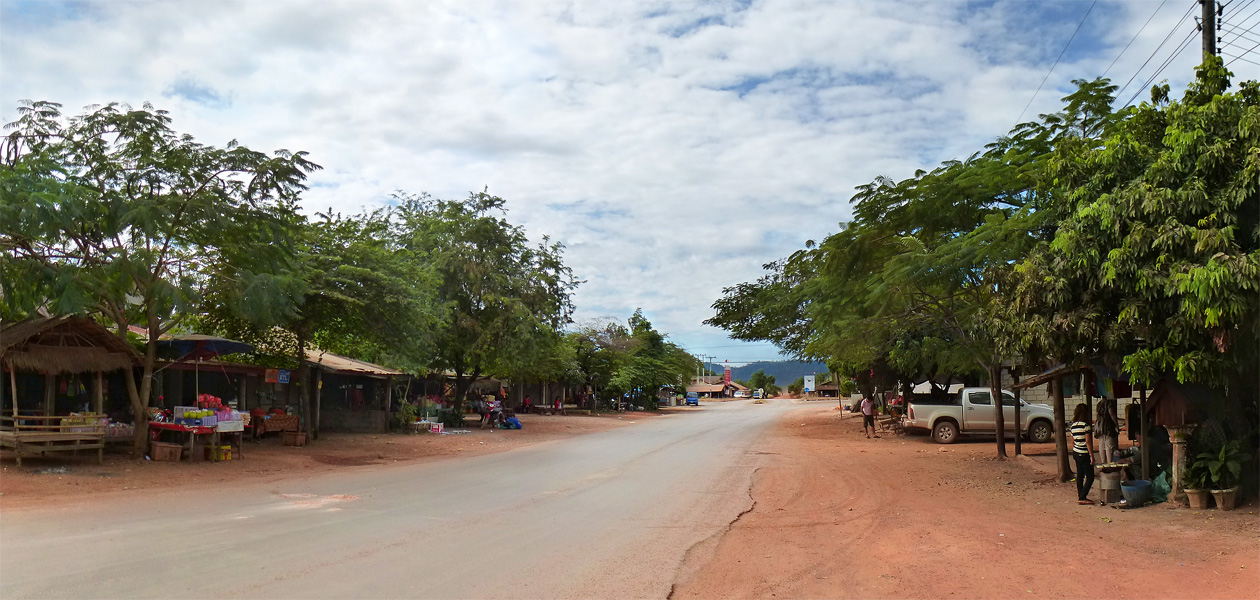
Ban Vieng Kham
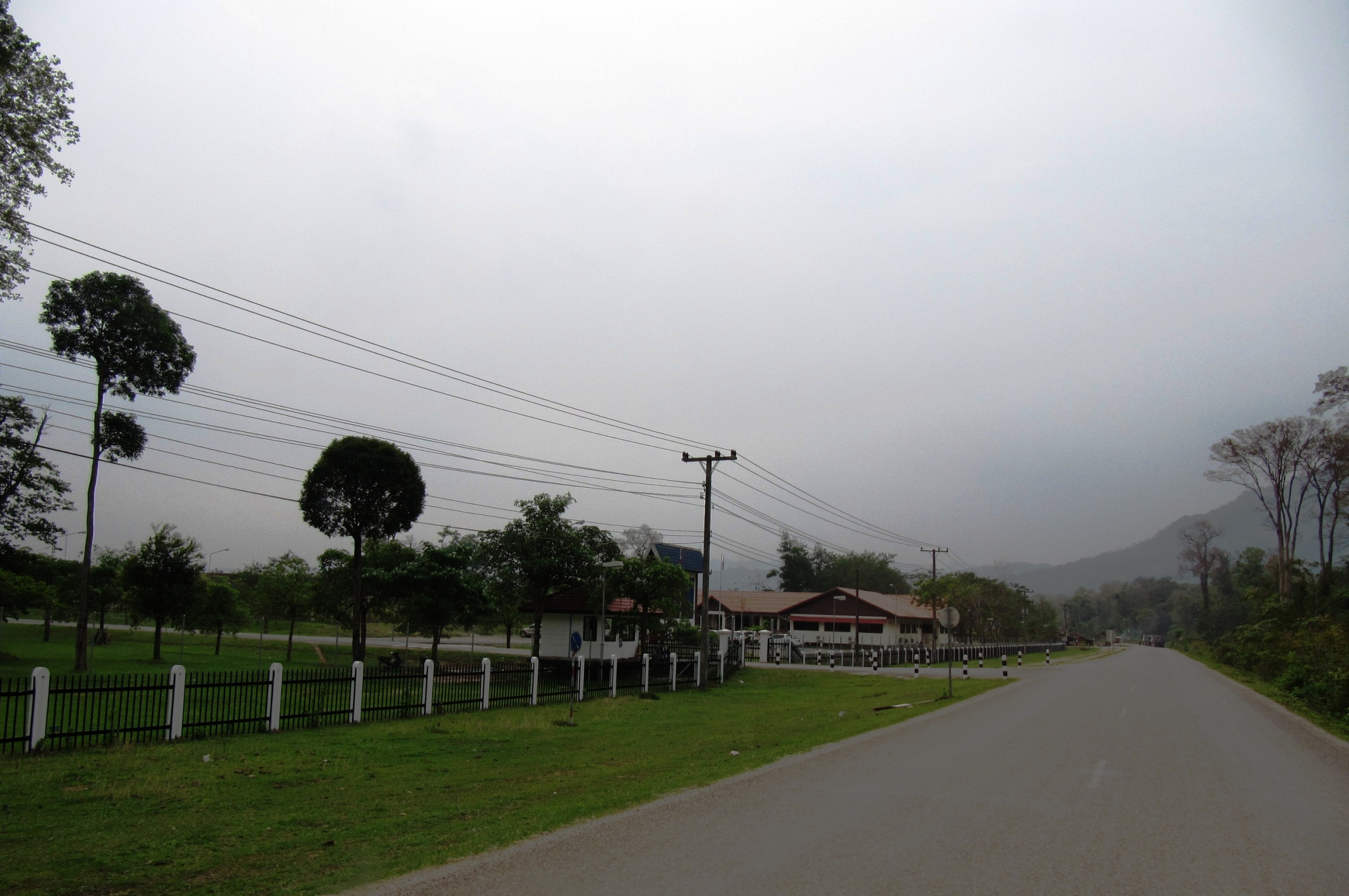
Quốc lộ 8 trước cổng Cty Theun Hinboun.
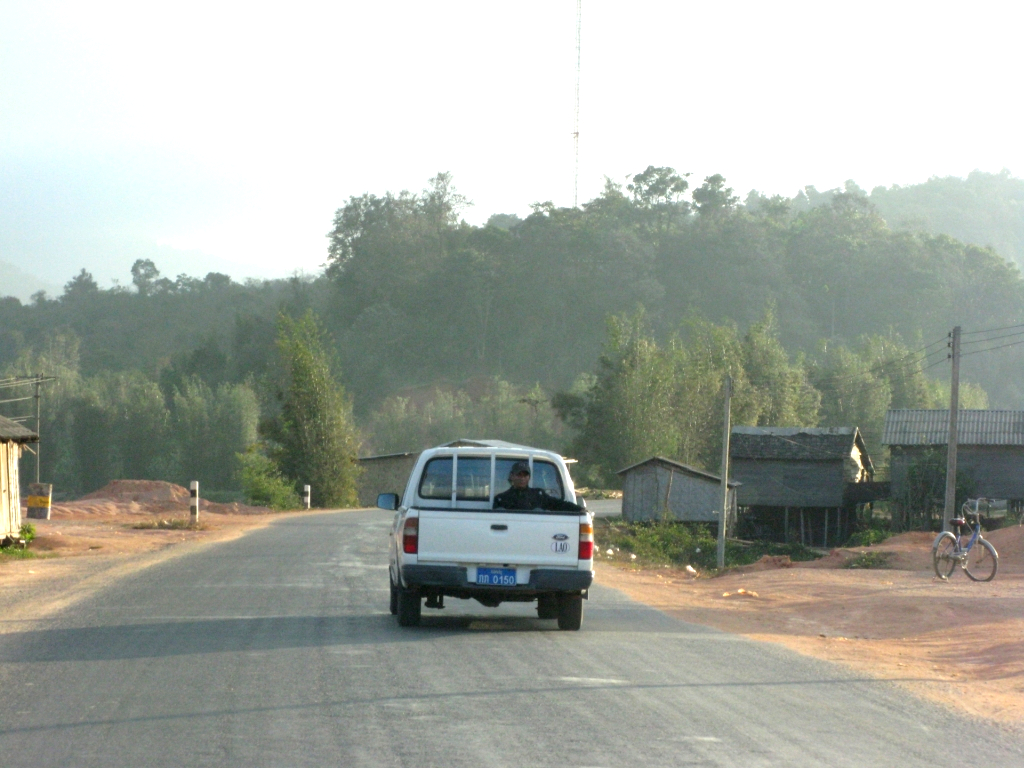
Quốc lộ 8 Lào, đoạn từ Lak Sao đi cửa khẩu Namphao.
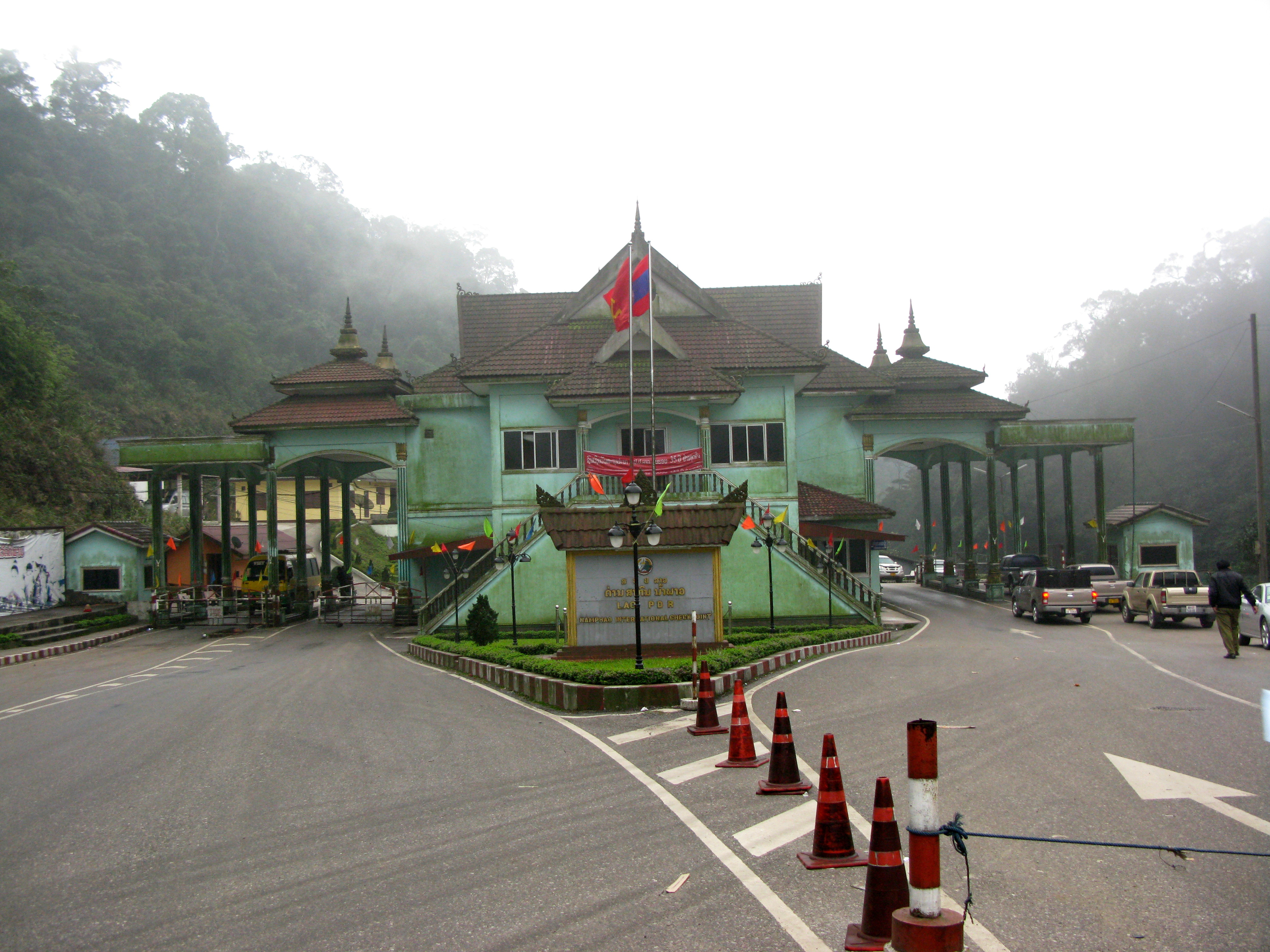
Cửa khẩu Namphao, điểm cuối của Quốc lộ 8 Lào.
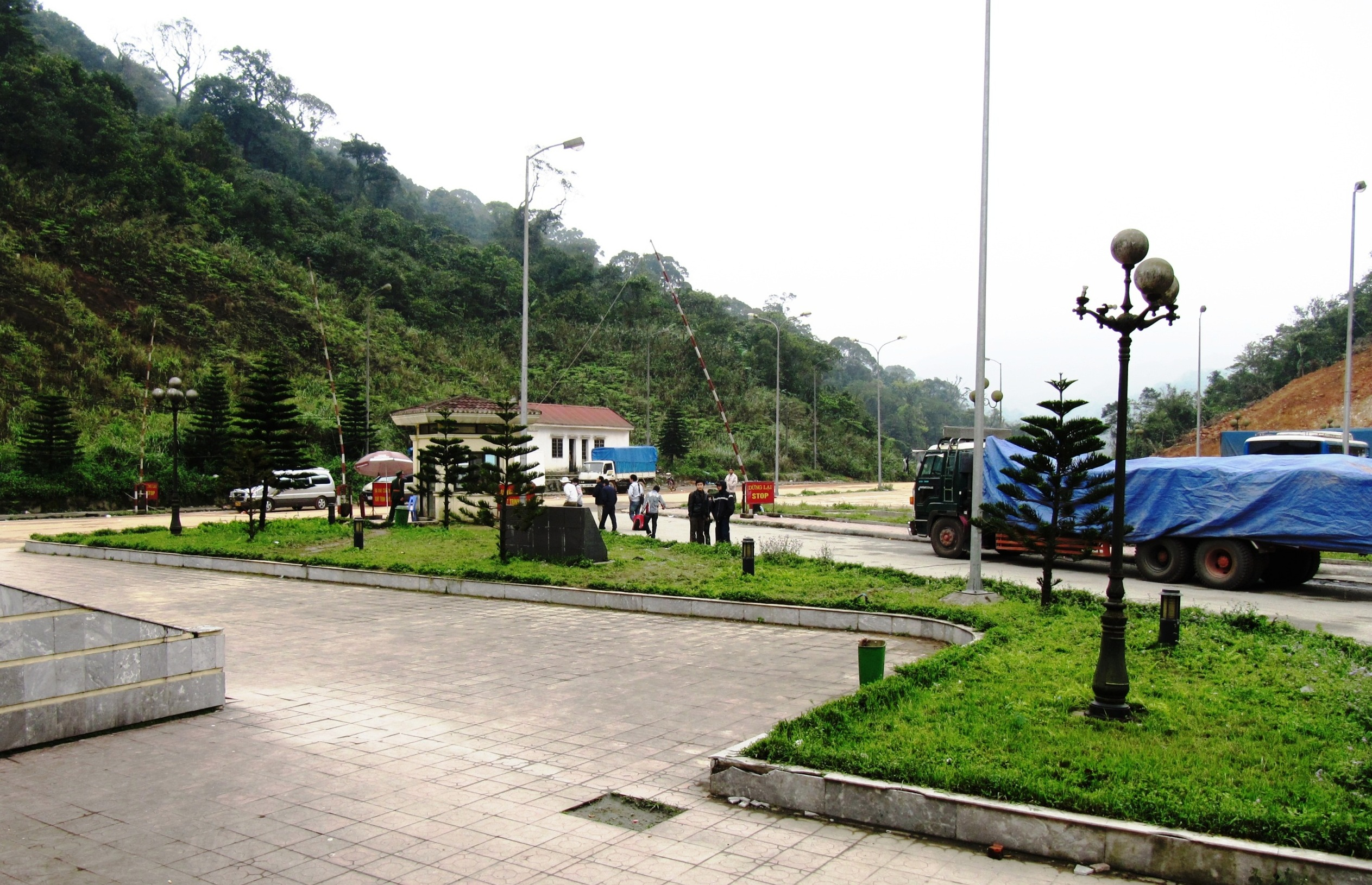
Đỉnh đèo Keo Nưa, biên giới Việt Nam - Lào
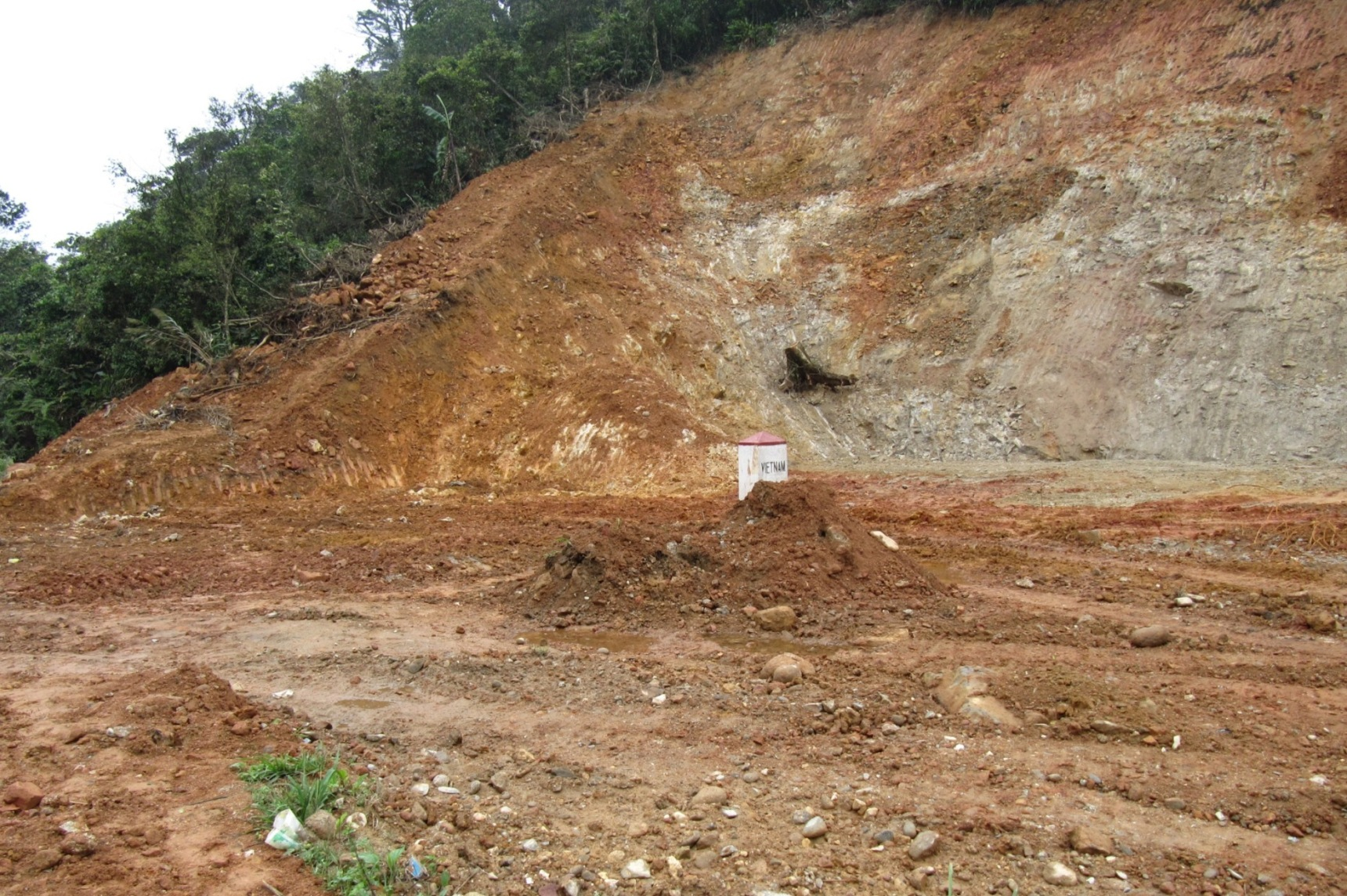
Mốc biên giới Việt Nam khi chuẩn bị xây lại, 2010